# Río Sym
El río Sym (en ruso: Сым) es un río asiático del norte de la Siberia rusa, un afluente del curso inferior del río Yeniséi. Su longitud total es 694 km y su cuenca drena una superficie de 31.600 km² (mayor que países como Bélgica).
Administrativamente, el río discurre por el krai de Krasnoyarsk de la Federación de Rusia.

## Geografía
El río Sym nace en una zona pantanosa en la parte oriental de la llanura de Siberia Occidental. El río discurre primero en dirección sur, para virar muy pronto hacia el sureste en una región predominantemente llana. El río, en su tramo final, describe una amplia curva y se encamina hacia el Noroeste, desembocando por la izquierda en el río Yeniséi, en su curso bajo, cerca de la localidad de Jarcevo. El asentamiento más importante de sus cuenca es el que le da nombre al río, Sym. 
El río corre a través de una región remota, sombría e inundable, muy poco habitada, de modo que en su viaje no encuentra ningún centro urbano y solamente hay algunos pequeños asentamientos que se construyen sobre el suelo de permafrost. No hay vegetación, excepto musgos, líquenes y algunas hierbas.
Sus principales afluentes son, por la derecha, los ríos Kamalsis (Камалсис), Bydches (Быдчес), Alysu (Алысу); y, por la izquierda, los ríos Kolegus (Колегус), Toges (Тогес), Kyksys (Кыксыс) y Algim (Алгим)
Al igual que todos los ríos siberianos, sufre largos períodos de heladas (seis meses al año, desde principios de noviembre a mayo) y amplias extensiones de suelo permanecen permanentemente congeladas en profundidad. Al llegar la época del deshielo, como se deshielan primero las zonas más al sur, el río inunda amplias zonas próximas a las riberas. 
El río es navegable durante casi 265 km río arriba desde la boca.